# Grüne Nidwalden
Die Grünen Nidwalden sind eine Partei aus dem Kanton Nidwalden (Schweiz).

## Geschichte und Mandate
Die links-grüne Partei wurde am 8. Januar 1982 in Stans als Demokratisches Nidwalden (DN) gegründet. Das DN gehörte seit dem 16. April 2005 der Grünen Partei der Schweiz an. Am 1. Januar 2009 wurde die Partei in Grüne Nidwalden umbenannt.
Den ersten Sitz im Landrat (Kantonsparlament) gewann die Partei 1982. Damals trat sie nur in zwei der elf Nidwaldner Gemeinden an. Bereits 1986 erreichte sie einen Wähleranteil von 7,5 % und drei der 60 Parlamentssitze. Nach einem Höhepunkt mit acht Sitzen im Jahr 1990 im Landrat stellt sie bis 2010 sieben Parlamentsmitglieder. Sie erhielt 2002 19,7 % und 2006 (SP mit separater Liste) 15,5 % der Wählerstimmen. Von 2010 bis 2014 hielten die Grünen Nidwalden fünf Sitze im Kantonsparlament mit einem Wähleranteil von 14 %. Seit 2018 hat die Partei drei Landrätinnen und fünf Landräte und stellt zusammen mit der SP Nidwalden eine 11-köpfige Fraktion. Die Grüne Landrätin Regula Wyss-Kurath, Stans, präsidiert 2019/2020 den Nidwaldner Landrat.
Seit dem Gründungsjahr stellt die Partei stets Mitglieder in den örtlichen Gemeinde- und Schulräten. Die Grünen sind im Kantonsgericht, Ober- und Verwaltungsgericht vertreten.
1998 wurde Leo Odermatt als erster DN-Vertreter in den Regierungsrat gewählt. Er stand dem Gesundheits- und Sozialdepartement vor. Nach seinem Rücktritt 2010 konnte der grüne Regierungssitz nicht gehalten werden.
Erster Parteipräsident war von 1982 bis 1984 Peter Schmid aus Stans. Nachdem mehrere Männer und Frauen dieses Amt ausübten, hatte die Partei ab Juni 2006 mit Norbert Furrer und Vreni Perret einen Doppelvorsitz, von 2008 bis 2015 präsidierte Norbert Furrer die Partei alleine. Seit 2015 ist Leo Amstutz der Präsident der Grünen Nidwalden.

## Politische Ausrichtung
Die Grünen Nidwalden gehören dem links-grünen Lager an und setzt sich besonders für den Umweltschutz, den Öffentlichen Verkehr, die Gleichstellung von Behinderten, das Bildungs- und Gesundheitswesen, sowie mehr demokratische Mitsprache des Volkes ein. Einer der Auslöser für die Gründung der Partei war die Atompolitik mit einem geplanten Atomendlager in der Nidwaldner Gemeinde Wolfenschiessen am Wellenberg. Zahlreiche Parteimitglieder waren gleichzeitig Mitglied beim MNA (Mitsprache des Nidwaldner Volkes bei Atomanlagen). Dennoch hat die Partei ein weiter gefächertes Spektrum an politischer Orientierung als viele andere Mitgliederparteien der Grünen Partei der Schweiz. Dies hat historische Gründe. Vor der Gründung des DN gab es in Nidwalden nur zwei konservative Parteien: die Liberalen (heute FDP) und die CVP. Das DN deckte somit auch den Bereich der damals noch nicht existierenden Kantonalpartei der Sozialdemokraten ab.